# Dimetindene
Il dimetindene, disponibile spesso come sale maleato, dimetindene maleato, è un farmaco antagonista dei recettori H1 dell'istamina di I generazione, derivato dal fenindene, usato sia sotto forma di compresse o gocce orali sia in preparazioni cutanee quali creme o gel. Il farmaco è commercializzato in Italia con il nome Fenistil dalla società farmaceutica Novartis.
È un farmaco con moderati effetti collaterali e dunque di libera vendita (OTC), senza il bisogno di prescrizione medica.

## Farmacodinamica
Dimetindene è un antagonista dell'istamina a livello dei recettori H1. Il farmaco presenta un'elevata affinità a legarsi a questo tipo di recettori. Possiede inoltre una modesta attività anticolinergica. Negli studi sperimentali su pomfo ed eritema causati da istamina una dose di 4 mg di dimetindene assunta per os ha dimostrato di essere efficace per circa 24 ore.

## Farmacocinetica
Dopo somministrazione orale il farmaco è ben assorbito dal tratto gastrointestinale e si distribuisce ai diversi tessuti biologici. La biodisponibilità si aggira intorno al 70%. Dopo somministrazione di una dose singola di 4 mg di dimetindene la concentrazione massima nel siero è risultata di circa 14 mg/mL e viene raggiunta a distanza di circa 2 ore. Circa il 90% del farmaco si lega alle proteine plasmatiche. Dopo alcuni processi di metabolizzazione il farmaco e i suoi metaboliti sono eliminati sia per via biliare sia urinaria (nelle urine circa il 5-10% della dose somministrata è escreta immodificata.

## Usi clinici
Dimetindene trova indicazione nel trattamento sintomatico del prurito e delle allergie di diversa natura: alimentari, iatrogene, puntura d'insetto, da infezioni da VZV. Il farmaco nella formulazione crema o gel viene anche utilizzato in caso di dermatiti su verosimile base allergica ed eritema solare.

In letteratura esistono sporadiche segnalazioni su un suo possibile utilizzo endovenoso.

## Effetti collaterali e indesiderati
Gli effetti avversi che si registrano più frequentemente includono la sedazione e sonnolenza, in particolare all'inizio del trattamento, nervosismo, nausea, secchezza delle fauci, vomito, diarrea o costipazione.

## Controindicazioni
Il farmaco è controindicato nei soggetti con ipersensibilità nota al principio attivo.

Anche i pazienti affetti da glaucoma, ipertrofia prostatica, ostruzioni del collo vescicale, malattie cardiovascolari, ipertensione arteriosa, ipertiroidismo ed epilessia non debbono assumere dimetindene.

## Dosi terapeutiche
Negli adulti il normale dosaggio giornaliero di dimetindene corrisponde a 3–6 mg da suddividersi in tre somministrazioni.
Nei soggetti che sviluppano tendenza ad assopirsi è bene siano assunti 2 mg di farmaco alla sera, prima di coricarsi e 1 mg nel corso della prima colazione.

## Sovradosaggio
In caso di sovradosaggio da dimetindene si possono verificare depressione del sistema nervoso centrale con sonnolenza, oppure stimolazione del sistema nervoso centrale con effetti anticolinergici atassia, allucinazioni, spasmi tonico-clonici, midriasi, secchezza delle fauci, vampate di calore al volto, ritenzione urinaria. In alcuni soggetti si può verificare grave ipotensione arteriosa che può associarsi alla comparsa di coma e condurre il paziente a morte.